# Merrimac Body Company
Die Merrimac Body Company (kurz: Merrimac) war ein US-amerikanischer Produzent von Automobilkarosserien, der in der Zeit zwischen den Weltkriegen in größeren Serien Aufbauten für verschiedene amerikanische Chassishersteller fertigte. Merrimac war eine Tochter des ebenfalls als Karosseriehersteller tätigen Unternehmens Judkins.

## Unternehmensgeschichte

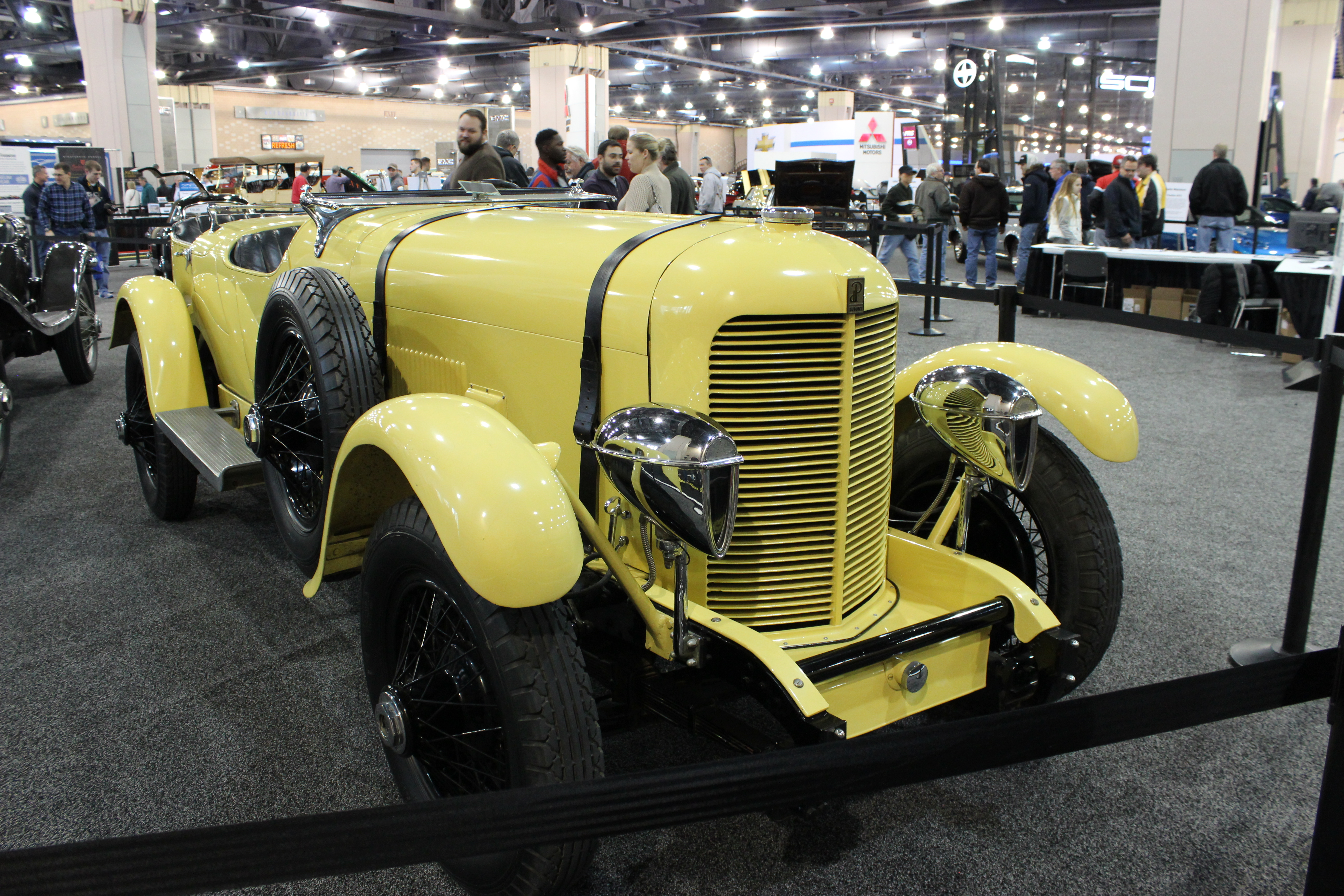
Du Pont Le Mans Speedster mit Merrimac-Aufbau

Das 1857 in Merrimac, Massachusetts, als Kutschenhersteller gegründete Unternehmen Judkins fertigte seit Beginn des 20. Jahrhunderts auch Automobilkarosserien. Judkins war dabei auf geschlossene Stahlaufbauten spezialisiert, die seinerzeit ungewöhnlich und teuer waren. 1919 erhielt Judkins einen Großauftrag von Mercer über 200 offene Karosserien, den das Unternehmen mit den vorhandenen Strukturen nicht abarbeiten konnte. Daher gründete das Judkins-Management, das zu dieser Zeit noch aus Mitgliedern der Familie des Unternehmens bestand, am gleichen Ort einen weiteren Karosseriebaubetrieb, der den Namen Merrimac Body Company erhielt. Das Unternehmen wurde organisatorisch von Judkins getrennt, allerdings hatte die Judkins-Familie zeitweise Leitungsfunktionen bei Merrimac inne.
Merrimacs erster Auftrag gefährdete das Unternehmen in seinem Bestand. Mercer hatte die 200 bestellten Aufbauten nicht vollständig bezahlt, sondern auf Kredit gekauft. 1921 wurde Mercer zahlungsunfähig, was zu Einnahmeausfällen bei Merrimac führte. Wenig später wurde auch ein Auftrag von Lincoln vorzeitig storniert. Die finanziellen Einbußen Merrimacs mussten durch Zuschüsse des Mutterunternehmens Judkins ausgeglichen werden.
Zu Beginn der 1920er-Jahre fertigte Merrimac überwiegend offene Aufbauten für Chassis von Flint, Franklin und Locomobile. Die Aufträge hierzu kamen entweder von den Herstellern selbst oder von Automobilhändlern.
Von 1923 bis 1927 bestand eine enge Geschäftsbeziehung Merrimacs zu Rolls-Royce of America, einem Tochterunternehmen des britischen Herstellers Rolls-Royce, das einige Jahre lang in Springfield, Massachusetts, Chassis für den nordamerikanischen Markt fertigte. Merrimac lieferte bis 1927 etwa 420 – überwiegend offene – Karosserien für Rolls-Royce. Das erfolgreichste Modell war der Pall Mall, ein fünfsitziger Tourer, der in mehr als 200 Exemplaren hergestellt wurde.
Ab 1928 fertigte Merrimac offene Aufbauten für Franklin, einen Hersteller, der Automobile mit luftgekühlten Motoren anbot. Auch hiervon entstanden „mehrere Hundert Exemplare“.
1927 ergab sich außerdem eine Geschäftsbeziehung zum Oberklassehersteller Du Pont Motors. Nach Entwürfen von Du Ponts Hausdesigner G. Briggs Weaver fertigte Merrimac etwa 120 Sport- und Tourenwagen, von denen eine LeMans Speedster genannte Baureihe die erfolgreichste war.
Infolge der Weltwirtschaftskrise ließ die Nachfrage an hochpreisigen Oberklassefahrzeugen landesweit nach. Davon war Merrimac ebenso wie andere Karosseriehersteller betroffen. Auch die Chassishersteller hatten die Folgen der Krise zu tragen. Zu Beginn der 1930er-Jahre stellten unter anderem Rolls-Royce of America und Du Pont die Automobilproduktion ein. Merrimac fertigte ab 1931 keine neuen Karosserien mehr. In den folgenden Jahren nahm Merrimac nur noch Reparaturarbeiten und Konversionen bestehender Karosserien vor. 1934 wurde das Unternehmen geschlossen.